# William F. Bottke
William F. "Bill" Bottke (né en 1966) est un planétologue américain spécialiste des astéroïdes. Il travaille au Southwest Research Institute à Boulder dans le Colorado.
L'astéroïde (7355) Bottke est nommé en son honneur.

## Formation
Bottke passe ses diplômes universitaires, en physique et en astrophysique, à l'université du Minnesota en 1988. En 1995, il soutient sa thèse en planétologie à l'Université de l'Arizona pour ses recherches sur la dynamique des astéroïdes.

## Thèmes de recherche
Les recherches de Bottke portent sur la modélisation de plusieurs propriétés dynamiques des astéroïdes. Il publie sur l'importance des effets de marée et les effets Yarkovsky et YORP sur la structure physique et les orbites des astéroïdes et sur la formation du Système solaire, et en particulier sur le grand bombardement tardif.

### Impacteur de l'extinction K-Pg (K/T)
En 2007, Bottke publie un article dans Nature (avec David Vokrouhlický (de) et David Nesvorný), proposant que l'astéroïde qui a formé le cratère de Chicxulub et causé l'extinction de masse du Crétacé (bien que la cause de celle-ci soit encore controversée) se soit formé lors de la destruction d'un astéroïde dans la ceinture principale d'astéroïdes il y a environ 160 millions d'années. Bottke et ses collaborateurs s'appuient sur un modèle d'évolution de la famille d'astéroïdes de Baptistina, dans lequel des fragments de la collision qui a formé la famille ont migré à travers le Système solaire intérieur. Ils datent l'événement sur la base des orbites actuelles de membres de la famille de Baptistina, puis calculent l'évolution des orbites d'objets plus petits (quelques km) produits lors de la collision et concluent que l'impact du Chicxulub est due à un tel objet. Ils proposent également que le cratère Tycho sur la Lune ait été créé par un objet issu de la même collision.